# Journal of Immunotherapy
Das Journal of Immunotherapy, abgekürzt J. Immunother., ist eine wissenschaftliche Fachzeitschrift, die vom Lippincott Williams & Wilkins-Verlag veröffentlicht wird. Die Zeitschrift wurde 1982 unter dem Namen Journal of Biological Response Modifiers gegründet, im Jahr 1991 in Journal of Immunotherapy umbenannt und erscheint derzeit mit neun Ausgaben im Jahr. Es werden Arbeiten veröffentlicht, die sich mit der Wirkung und dem Einsatz von Immunmodulatoren, Lymphokinen und Antikörpern in der Krebstherapie beschäftigen.
Der Impact Factor lag im Jahr 2015 bei 3,712. Nach der Statistik des ISI Web of Knowledge wird das Journal mit diesem Impact Factor in der Kategorie experimentelle & forschende Medizin an 25. Stelle von 123 Zeitschriften, in der Kategorie Immunologie an 40. Stelle von 148 Zeitschriften und in der Kategorie Onkologie an 67. Stelle von 213 Zeitschriften geführt.